# Dạng bào chế

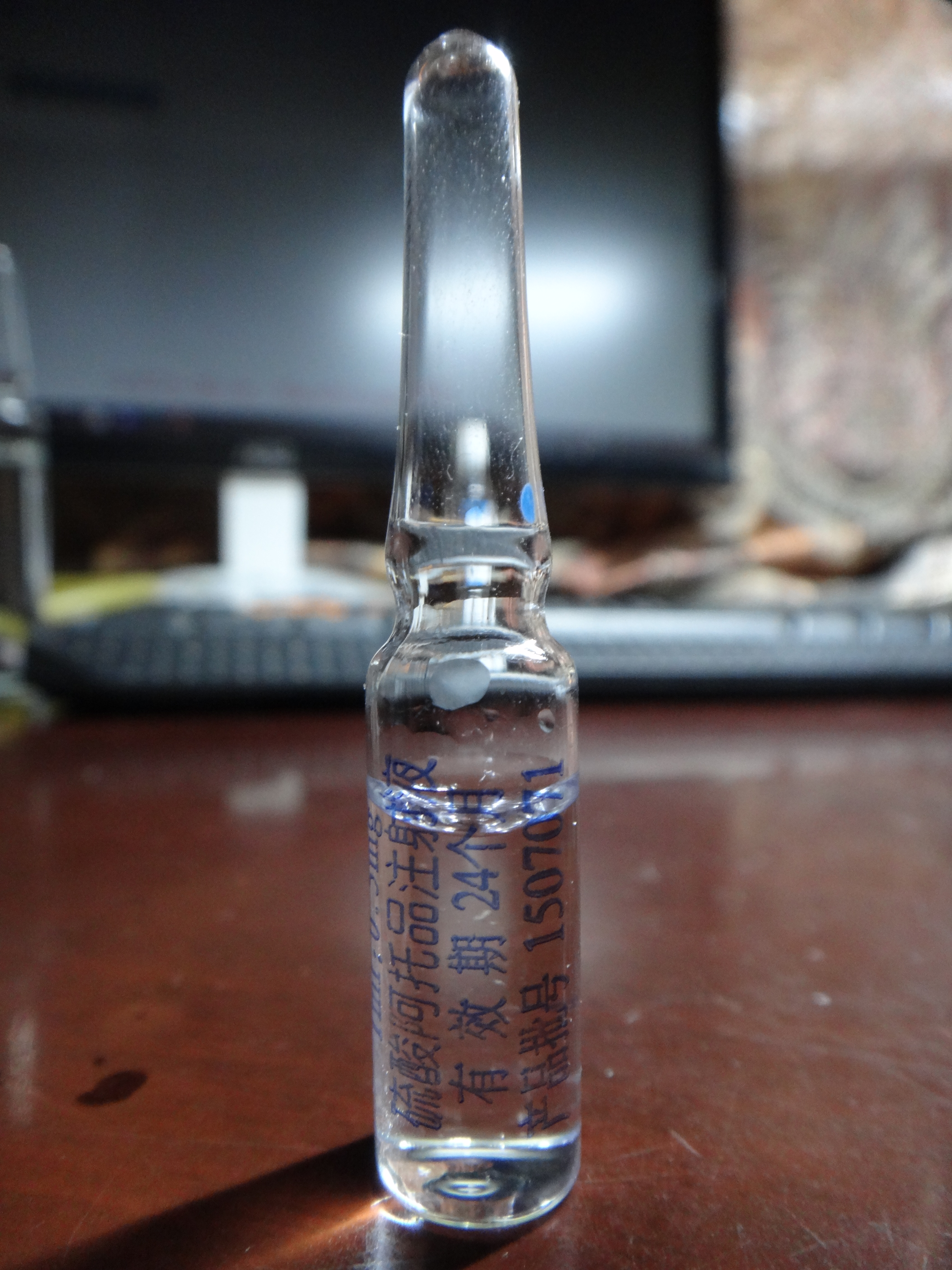
Một ống chứa atropine tiêm 1mL / 0,5mg

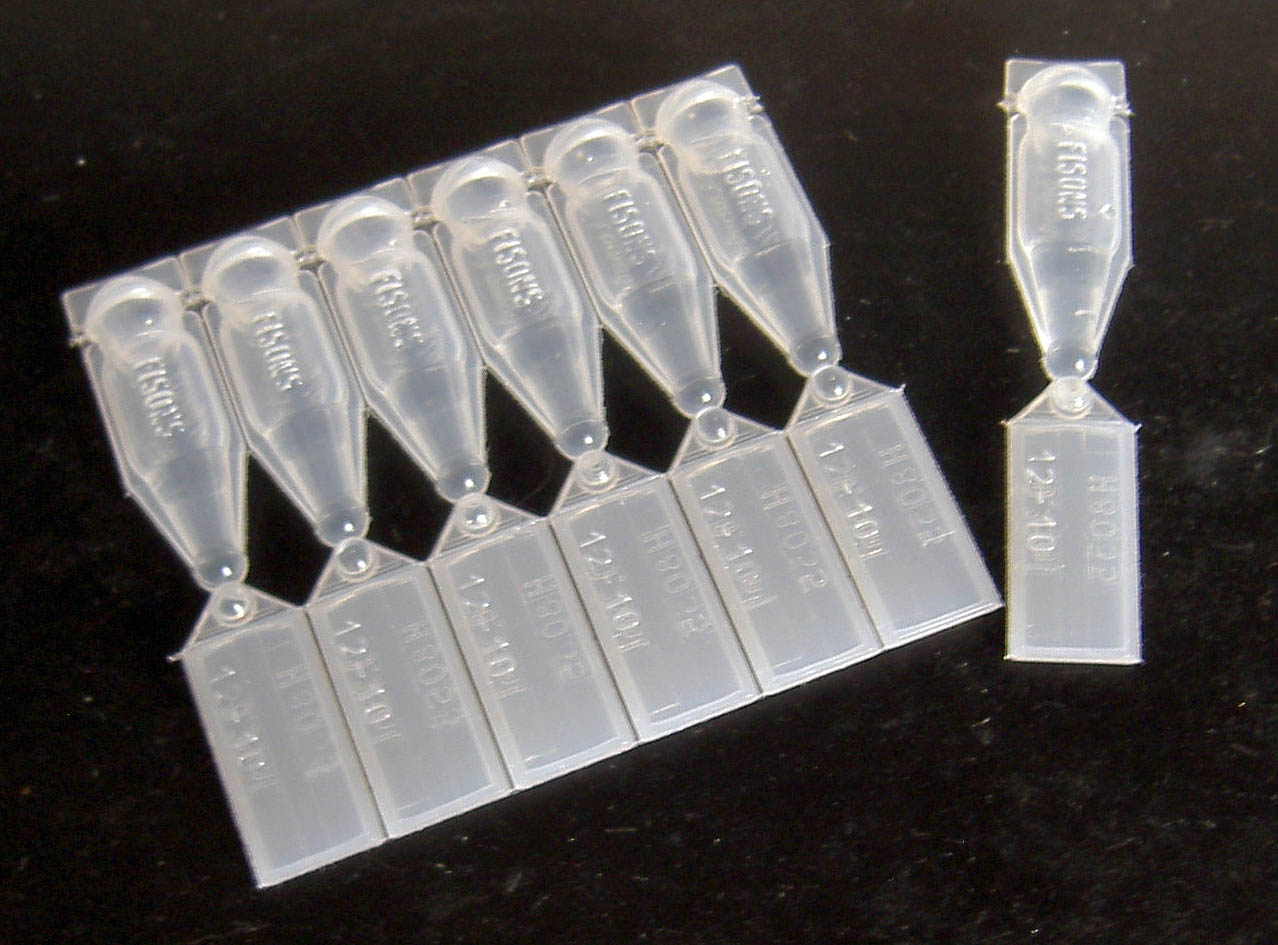
Vỉ thuốc nhỏ mắt cho một lần sử dụng

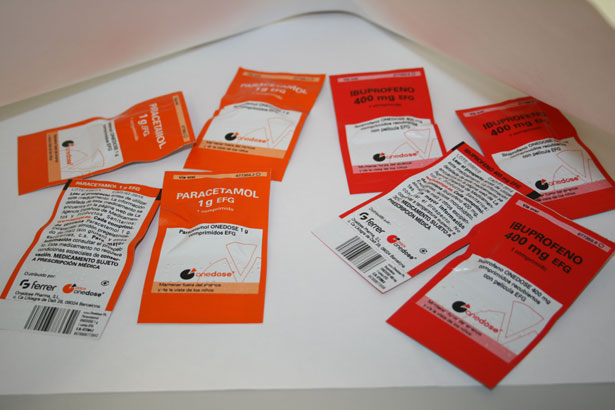
Gói lẻ thuốc với nhận dạng đầy đủ (mã văn bản và mã vạch)

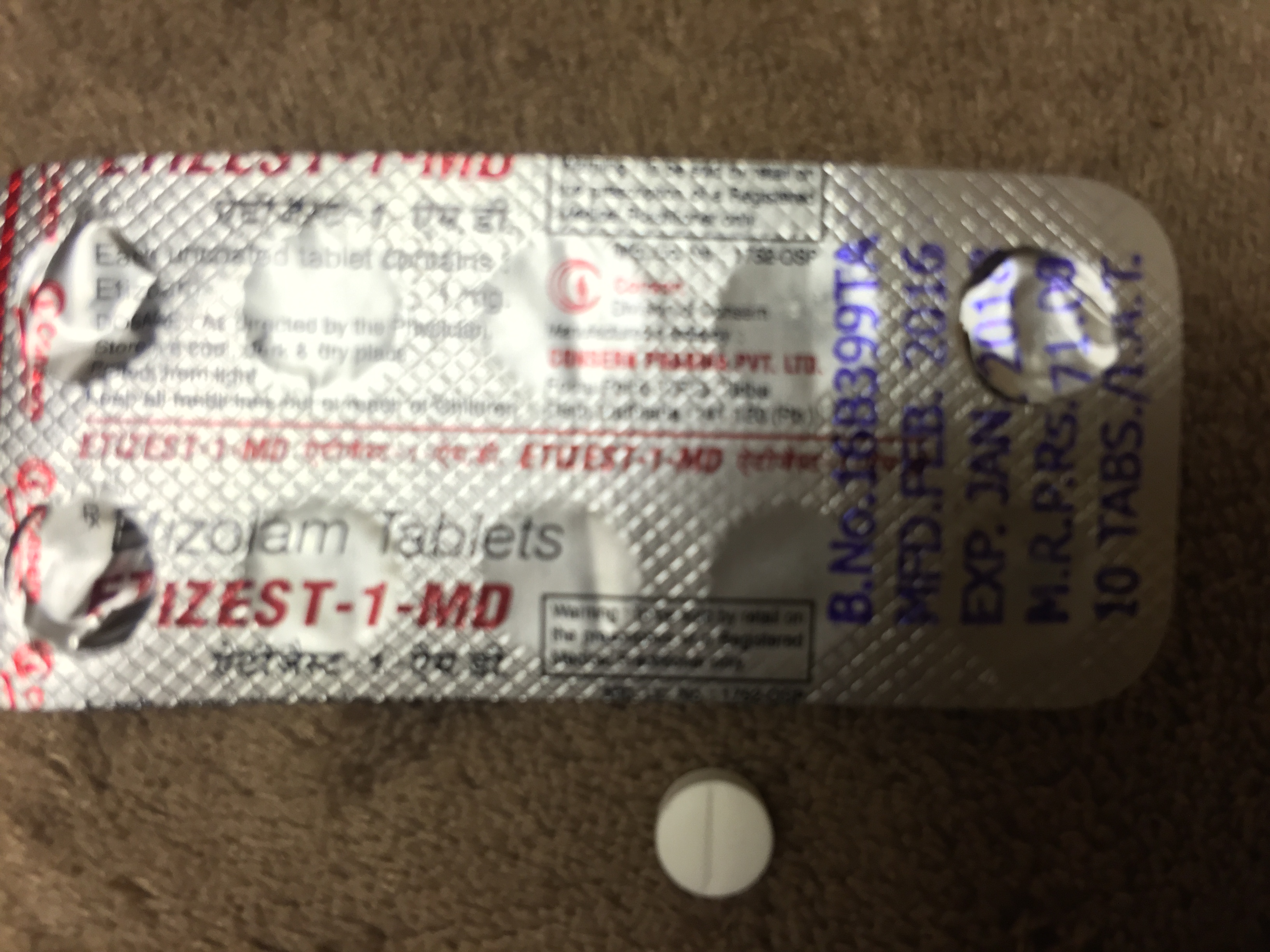
Một vỉ thuốc viên

Các dạng bào chế (còn gọi là liều đơn vị) là các sản phẩm dược phẩm ở dạng được bán trên thị trường để sử dụng, với một hỗn hợp cụ thể của các thành phần hoạt chất và các thành phần không hoạt động (tá dược), trong một cấu hình cụ thể (ví dụ như vỏ viên nang) và phân bổ thành một liều cụ thể. Ví dụ, hai sản phẩm có thể là cả amoxicillin, nhưng một sản phẩm có dạng viên nang 500 mg và một sản phẩm khác có dạng viên nhai 250 mg. Liều đơn vị đôi khi cũng có thể bao gồm cả bao bì không thể tái sử dụng (đặc biệt là khi mỗi sản phẩm thuốc được đóng gói riêng lẻ ), mặc dù FDA phân biệt rằng "bao bì" đơn vị hoặc "pha chế". Tùy thuộc vào bối cảnh, đa (ple) liều đơn vị có thể tham khảo các sản phẩm thuốc khác nhau được đóng gói lại với nhau, hoặc cho một sản phẩm thuốc duy nhất có chứa nhiều ma túy và/hoặc liều. Các dạng bào chế hạn cũng có thể đôi khi chỉ đề cập đến các công thức dược phẩm của chất thành phần thuốc của một sản phẩm thuốc và bất kỳ hỗn hợp có liên quan, mà không xem xét những vấn đề vượt ra ngoài đó (bằng cách nào cuối cùng nó được cấu hình như một sản phẩm tiêu hao v.v... Do các ranh giới hơi mơ hồ và sự chồng chéo không rõ ràng của các điều khoản này và các biến thể và vòng loại nhất định trong ngành dược phẩm, nên thận trọng khi nói chuyện với ai đó có thể không quen với việc sử dụng thuật ngữ này.
Tùy thuộc vào phương pháp / cách dùng, các dạng bào chế có nhiều loại. Chúng bao gồm nhiều loại dạng bào chế lỏng, rắn và semisolid. Các dạng bào chế phổ biến bao gồm thuốc viên, thuốc viên, hoặc viên nang, đồ uống hoặc siro, và dạng tự nhiên hoặc thảo dược như thực vật hoặc thực phẩm các loại, trong số nhiều loại khác. Đáng chú ý, đường đưa thuốc vào cơ thể (ROA) cho việc cung cấp thuốc phụ thuộc vào dạng bào chế của chất được đề cập. Dạng bào chế lỏng là dạng lỏng của một liều hợp chất hóa học được sử dụng làm thuốc hoặc thuốc dùng để sử dụng  hoặc nuốt trực tiếp.
Các dạng bào chế khác nhau có thể tồn tại cho một loại thuốc cụ thể, vì các điều kiện y tế khác nhau có thể đảm bảo các đường sử dụng khác nhau. Ví dụ, dai dẳng buồn nôn, đặc biệt là với nôn mửa, có thể khó khăn để sử dụng cách uống qua miệng, và trong trường hợp này, nó có thể là cần thiết để sử dụng một tuyến đường thay thế như hít, đặt áp má, đặt dưới lưỡi, đặt trong mũi, thuốc đặt hoặc tiêm thay thế. Ngoài ra, một dạng bào chế cụ thể có thể là một yêu cầu đối với một số loại thuốc, vì có thể có vấn đề với các yếu tố khác nhau như độ ổn định hóa học hoặc dược động học. Ví dụ, insulin không thể được sử dụng bằng đường uống vì khi được sử dụng theo cách này, nó được chuyển hóa mạnh trong đường tiêu hóa (GIT) trước khi đến máu, và do đó không đủ khả năng đạt được mục đích điều trị. Liều uống và tiêm tĩnh mạch của một loại thuốc như paracetamol sẽ khác nhau vì cùng một lý do.